# 경강선
경강선(京江線)은 대한민국 인천광역시 연수구 송도역에서 강원특별자치도 강릉시 강릉역을 이을 한국철도공사의 간선철도 노선이다.
경기도 성남시 판교역에서 여주시 여주역을 잇는 구간은 2016년 9월 24일 개통되어 수도권 전철 경강선이 운행하고 있으며 월곶-판교선 및 여주 ~ 서원주 구간이 이 노선의 일부로 건설이 계획 중이다. 통행방향은 어디서든 좌측통행이다.
KTX는 만종역과 강릉역을 운행하며 2017년 12월 22일 개통되었다. 해당 KTX 운행 계통을 강릉선(江陵線)이라고 일컫는다.

## 연혁
- 2007년 11월 25일 : 성남시 구간 착공
- 2008년 12월 17일 : 광주시 구간 착공
- 2009년 3월 12일 : 이천시 구간 착공
- 2009년 6월 4일 : 여주군 구간 착공
- 2012년 6월 1일 : 원주 ~ 강릉 구간 착공
- 2013년 9월 12일 : 원주 ~ 강릉 구간 한국철도공사 운영 확정
- 2014년 9월 15일 ~ 2017년 12월 21일 : 강릉역 반지하화 공사와 함께 강릉역 영업중단
- 2015년 11월 25일 : 대관령터널 관통
- 2016년 4월 29일 : 판교 ~ 여주 구간 철도거리표 고시, 경강선(성남 ~ 여주)으로 명명[5]
- 2016년 6월 13일 ~ 7월 28일 : 영업시운전 실시
- 2016년 8월 25일 : 서원주 ~ 만종 구간 공사 완료[6]
- 2016년 9월 13일 ~ 9월 18일 : 추석 연휴 기간 판교 ~ 여주 구간 임시 무료시승 및 영업 시운전
- 2016년 9월 24일 : 판교 ~ 여주 개통, 해당 구간 수도권 전철 경강선 운행 개시
- 2016년 9월 26일 : 영릉역에서 세종대왕릉역으로 역명 변경과 함께 노선 연장을 57.0km로 변경[7]
- 2016년 10월 6일 : 강릉시내 지하화 구간 관통
- 2017년 1월 21일 : 원주 ~ 강릉 구간 노반공사 완료[8]
- 2017년 3월 29일 : 원주 ~ 강릉 구간 레일 연결 완료[9]
- 2017년 6월 29일 : 서원주 ~ 강릉 구간 철도거리표 고시, 경강선(원주 ~ 강릉)으로 명명[10]
- 2017년 8월 3일 : 시설물 검증 시운전 실시
- 2017년 10월 31일 : 영업시운전 실시
- 2017년 12월 22일 : 서원주 ~ 강릉 구간 개통 및 강릉역 영업재개[11]
- 2018년 3월 29일: 여주 ~ 서원주 구간 기본계획 고시[12]
- 2018년 11월 5일: 월곶~판교 구간 기본계획 고시[13]
- 2019년 4월 17일: 철도 노선번호 변경에 따라 원주 ~ 강릉 구간은 201로, 성남 ~ 여주 구간은 323으로 분할 변경[14]
- 2019년 11월 5일 : 사업용 철도노선 변경 고시를 통해 지선으로 강릉삼각선 추가.[15]
- 2020년 3월 2일: 강릉삼각선 개통
- 2020년 8월 2일 ~ 8월 4일 : 폭우로 인한 선로 유실 우려로 신둔도예촌역 ~ 여주역 구간 운행중지.[16]
- 2021년 8월 1일: 강릉선 KTX 운행열차가 KTX-산천에서 KTX-이음으로 변경되어 운행[17]
- 2024년 1월 12일 : 여주 ~ 원주 구간 착공[18]
- 2024년 3월 19일 : 안성 연장 발표[19]
- 2024년 3월 30일 : 성남역 개통

## 노선 정보
- 노선명 : 경강선
- 노선번호 : 201 (원주 ~ 강릉), 323 (성남 ~ 여주)
- 노선 거리 : 120.7km (원주 ~ 강릉), 57.0km (성남 ~ 여주)
- 운영 기관 : 한국철도공사
- 궤간 : 1.435mm (표준궤)
- 통행방식 : 좌측 통행
- 역 수 : 6개 (원주 ~ 강릉), 10개 (성남 ~ 여주)
- 보안 장치 : ATP, ATS
- 운행 열차 : 한국철도공사 371000호대 전동차(성남 ~여주), KTX-이음(원주 ~ 강릉)

## 역 목록
- 성남 ~ 여주 구간 역명은 2016년 4월 29일 국토교통부고시 제2016-223호 철도거리표에 따른 것이며, 세종대왕릉역 역명과 영업거리는 2016년 9월 26일 국토교통부고시 제2016-623호 철도거리표 변경을 따른 것이다.
- 원주 ~ 강릉 구간 역명은 2017년 6월 29일 국토교통부고시 제2017-428호 철도거리표에 따른 것이다.

### 성남 ~ 여주
2016년 9월 24일에 판교 - 여주 경로만 개통이 된 상태로, 광역 전철 경로만을 일컬어 통상적으로 '경강선'이라고도 한다. 수도권 전철 구간에 사용되는 고유색은 ■코레일 블루다.
| 역 번호 | 역명                      | 로마자 역명        | 한자 역명  | 접속 노선                   | 역간 거리 | 영업 거리 | 소재지 | 소재지 | 비고 |
| ------- | ------------------------- | ------------------ | ---------- | --------------------------- | --------- | --------- | ------ | ------ | ---- |
|         | (기점)                    |                    |            |                             | 0.0       | 0.0       | 경기도 | 성남시 |      |
| K409    | 판교                      | Pangyo             | 板橋       | ● 신분당선 중부내륙선       | 0.5       | 0.5       | 경기도 | 성남시 |      |
| K410    | 성남                      | Seongnam           | 城南       | ● 수도권 광역급행철도 A노선 | 0.7       | 1.2       | 경기도 | 성남시 |      |
| K411    | 이매                      | Imae               | 二梅       | ● 수도권 전철 수인·분당선   | 1.5       | 2.0       | 경기도 | 성남시 |      |
| K412    | 삼동                      | Samdong            | 三洞       |                             | 6.9       | 8.9       | 경기도 | 광주시 |      |
| K413    | 경기광주 (ICT폴리텍대학)  | Gyeonggi Gwangju   | 京畿廣州   |                             | 4.9       | 13.8      | 경기도 | 광주시 |      |
| K414    | 초월                      | Chowol             | 草月       |                             | 5.0       | 18.8      | 경기도 | 광주시 |      |
| K415    | 곤지암 (동원대학)         | Gonjiam            | 昆池岩     |                             | 4.9       | 23.7      | 경기도 | 광주시 |      |
| K416    | 신둔도예촌 (한국관광대학) | Sindundoyechon     | 新屯陶藝村 |                             | 6.8       | 30.5      | 경기도 | 이천시 |      |
| K417    | 이천                      | Icheon             | 利川       |                             | 7.8       | 38.3      | 경기도 | 이천시 |      |
| K418    | 부발                      | Bubal              | 夫鉢       | 중부내륙선                  | 4.5       | 42.8      | 경기도 | 이천시 |      |
| K419    | 세종대왕릉                | Sejongdaewangneung | 世宗大王陵 |                             | 8.3       | 51.1      | 경기도 | 여주시 |      |
| K420    | 여주 (여주대학)           | Yeoju(Yeojudaehaq) | 驪州       |                             | 5.4       | 56.5      | 경기도 | 여주시 |      |
|         | (종점)                    |                    |            |                             | 0.5       | 57.0      | 경기도 | 여주시 |      |

- 차량기지 : 부발차량사업소 (경기도 이천시 부발읍 아미리)

### 원주 ~ 강릉
2017년 12월 22일에 원주 - 강릉 경로만 개통이 된 상태로, KTX 경로만을 일컬어 통상적으로 강릉선이라고도 한다.
● : 모든 여객 열차 정차

▲ : 일부 여객 열차 정차

｜ : 모든 여객 열차 통과
| 역명                   | 로마자 역명    | 한자 역명    | KTX | 역간 거리 | 영업 거리 | 접속 노선 | 소재지         | 소재지 | 비고   |
| ---------------------- | -------------- | ------------ | --- | --------- | --------- | --------- | -------------- | ------ | ------ |
| ↑ 중앙선 서원주역 방면 |                |              |     |           |           |           |                |        |        |
| (기점)                 |                |              |     | 0.0       | 0.0       | 중앙선    | 강원특별자치도 | 원주시 |        |
| 만종                   | Manjong        | 萬鍾         | ▲   | 4.7       | 4.7       |           | 강원특별자치도 | 원주시 |        |
| 횡성                   | Hoengseong     | 橫城         | ▲   | 18.3      | 23.0      |           | 강원특별자치도 | 횡성군 |        |
| 둔내                   | Dunnae         | 屯內         | ▲   | 20.6      | 43.6      |           | 강원특별자치도 | 횡성군 |        |
| 평창                   | Pyeongchang    | 平昌         | ▲   | 20.0      | 63.6      |           | 강원특별자치도 | 평창군 |        |
| 진부(오대산)           | Jinbu(Odaesan) | 珍富(五臺山) | ▲   | 16.3      | 79.9      |           | 강원특별자치도 | 평창군 |        |
| (대관령)               | Daegwallyeong  | 大關嶺       | ｜  | ㅡㅡ      |           |           | 강원특별자치도 | 평창군 | 신호장 |
| (남강릉)               | Namgangneung   | 南江陵       | ｜  | ㅡㅡ      |           |           | 강원특별자치도 | 강릉시 | 신호장 |
| 강릉                   | Gangneung      | 江陵         | ●   | 40.3      | 120.2     | 영동선    | 강원특별자치도 | 강릉시 |        |
| (종점)                 |                |              |     | 0.5       | 120.7     |           | 강원특별자치도 | 강릉시 |        |

- 차량기지 : 강릉차량사업소 (강원특별자치도 강릉시 구정면 금광리, 강남동)
- 영동선은 강릉역에서 3.8 km 떨어진 청량신호소에서 경강선 강릉역 방면으로 합류한다.

## 구간별 특징

### 성남 ~ 여주
판교역에서 여주역까지 11개의 역을 이르는 57km의 구간으로, 수도권 전철의 일부로서 한국철도공사 371000호대 전동차가 운영된다. 판교역에서 신분당선으로, 이매역에서 분당선으로 환승할 수 있다. 이 구간은 설계 최고 속도가 120km/h이고 설계 축중이 18t에 불과하여, 이탈리아 안살도 사의 ATP(자동열차방호장치) 시스템을 사용하기 때문에, 추후 수서광주선이 직결된다 할지라도 고속열차나 일반열차는 수도권 광역전철 전동차와 동일한 속력으로 주행하여야 하고, 기관차가 견인하는 화물열차는 운행조차 하지 못하는 단점이 있다.
치안 서비스는 대한민국 국토교통부 산하의 철도특별사법경찰대에서 전담한다. 관할 사무소는 수서역에 있다. 판교역과 이매역 사이, 수도권 광역급행철도 A노선(수서평택고속선)과 교차하는 지점에 성남역이 환승역으로 신설되었다.
2023년도 철도통계연보에 따르면, 경강선에 운행하는 정기열차 운행 빈도는 다음과 같다.(단위: 회/일, 작성기준: 편도, 주중)
| 운행구간    | 선로용량 | 고속열차 | 일반여객 | 전동차 | 화물열차 | 운행총계 |
| ----------- | -------- | -------- | -------- | ------ | -------- | -------- |
| 판교 - 여주 | 261      | 4        | 0        | 60     | 0        | 64       |

### 원주 ~ 강릉
준고속선으로 지어져 KTX가 투입되고 있다. 서울(청량리)와 강릉역간의 이동 거리 및 소요 시간을 획기적으로 단축한 노선이다. 이 노선이 개통하기 전까지 강릉 시종착 열차는 제천까지 내려가 태백선과 영동선을 경유하는 방식이었기 때문이다.

### 시흥 ~ 성남
경강선(시흥~성남)은 경기도 시흥시 월곶역부터 성남시 판교역을 이을 철도 노선이다. 수도권 전철 경강선은 판교역에서 이 구간과 직결 운행하며, 일반열차로는 KTX-이음이 운행될 예정이다. 시흥시청역 - 광명역 구간은 신안산선과 공용할 예정이다.

### 여주 ~ 원주
여주역과 만종역을 잇는 21.95㎞ 복선 전철이다. 당초 단선전철 사업으로 추진되었으나 아래와 같이 강원도민의 반발로 복선전철 사업으로 추진 확정되었다. 여주역에서 여주시 강천면과 원주시 지정면의 산악 지대를 터널로 통과하여 서원주역까지 이어진다. 서원주역에서 경강선 원주-강릉 구간과 연결된다.
2015년 예비 타당성 조사를 통과하였으며, 2018년 기본계획이 고시되었다. 여주시에서 추진중인 강천역 신설이 자체 타당성 조사 결과 경제성이 B/C 분석 결과 1.03으로 나와 국토교통부와 국가철도공단에 강천역 신설을 정식으로 건의한 상태이다. 2024년 1월 12일에 착공했으며, 2027년 말 준공 후 이듬 해(2028년) 개통한다.
| 역 번호 | 역명   | 로마자 역명 | 한자 역명 | 접속 노선 | 역간 거리 | 누적 거리 | 소재지         | 소재지 |
| ------- | ------ | ----------- | --------- | --------- | --------- | --------- | -------------- | ------ |
| K420    | 여주   | Yeoju       | 驪州      |           |           |           | 경기도         | 여주시 |
|         | 서원주 | Seowonju    | 西原州    | 중앙선    |           |           | 강원특별자치도 | 원주시 |

## 지선 노선
경강선에는 총 1개의 지선 철도가 있다.
| 번호  | 노선 명칭  | 기점     | 종점     | 연장(km) | 비고 |
| ----- | ---------- | -------- | -------- | -------- | ---- |
| 20101 | 강릉삼각선 | (경강선) | (영동선) | 1.9      |      |

### 강릉삼각선
강릉삼각선은 경강선 남강릉신호장 동측에서 분기해 영동선 안인역 서측을 연결하는 철도 노선이다. 건설된 경강선이 강릉역 방향으로만 합류되고 있어 기존 영동선과 동해선 연계 등을 위해 설치된 삼각선이며, 국토교통부의 한국철도영업거리표 상 노선 번호는 20101이다. 2020년 3월 2일에 개통되었으며, 이 삼각선을 통해 동해행 강릉선 KTX 및 강릉 - 정동진 - 동해 셔틀 무궁화호/누리로가 운행하고 기존 강릉 - 청량리/동대구/부산방면 무궁화호는 동해역으로 단축됐다.
| 삼각선 (경강선)      | 0.0 | 0.0 | 경강선 | 강원특별자치도 | 강릉시 | 경강선 서원주기점 115.314km |
| 삼각선 (영동선)      | 1.9 | 1.9 | 영동선 | 강원특별자치도 | 강릉시 | 영동선 영주기점 187.319km   |
| ↓ 영동선 안인역 방면 |     |     |        |                |        |                             |

## 터널 목록
| 터널 이름  | 소재지 | 길이    | 준공년도 | 비고    |
| 이매1터널  |        | 1,740m  | 2016년   |         |
| 이매2터널  |        | 6,500m  | 2016년   |         |
| 삼동터널   |        | 4,334m  | 2016년   |         |
| 경안터널   |        | 3,516m  | 2016년   |         |
| 비양터널   |        | 550m    | 2016년   |         |
| 곤지암터널 |        | 5,007m  | 2016년   |         |
| 설봉터널   |        | 4,902m  | 2016년   |         |
| 부발터널   |        | 36m     | 2016년   | 개착    |
| 능서1터널  |        | 28m     | 2016년   | 개착    |
| 능서2터널  |        | 46m     | 2016년   | 개착    |
| 능서3터널  |        | 1,409m  | 2016년   |         |
| 황학터널   |        | 280m    | 2028년   | ?       |
| 강천터널   |        | 4,785m  | 2028년   | ?       |
| 도전터널   |        | 2,413m  | 2028년   | ?       |
| 취병터널   |        | 1,835m  | 2028년   | ?       |
| 안창1터널  |        | 3,800m  | 2028년   | ?       |
| 안창2터널  |        | 2,770m  | 2028년   | ?       |
| 소막골터널 |        | 685m    | 2016년   |         |
| 만종터널   |        | 322m    | 2016년   |         |
| 호저터널   |        | 1,275m  | 2017년   |         |
| 백운터널   |        | 345m    | 2017년   |         |
| 장양터널   |        | 370m    | 2017년   |         |
| 의관터널   |        | 1,745m  | 2017년   |         |
| 둔둔터널   |        | 915m    | 2017년   |         |
| 청용터널   |        | 380m    | 2017년   |         |
| 남산터널   |        | 1,573m  | 2017년   |         |
| 추동터널   |        | 415m    | 2017년   |         |
| 조곡터널   |        | 465m    | 2017년   |         |
| 용둔터널   |        | 2,575m  | 2017년   |         |
| 우천터널   |        | 2,413m  | 2017년   |         |
| 정금터널   |        | 4,725m  | 2017년   |         |
| 둔방내터널 |        | 3,959m  | 2017년   |         |
| 둔내터널   |        | 8,293m  | 2017년   |         |
| 진조터널   |        | 724m    | 2017년   |         |
| 면온터널   |        | 666m    | 2017년   |         |
| 유포터널   |        | 685m    | 2017년   |         |
| 재산터널   |        | 2,900m  | 2017년   |         |
| 평창터널   |        | 8,718m  | 2017년   |         |
| 거문터널   |        | 550m    | 2017년   |         |
| 상월터널   |        | 1,160m  | 2017년   |         |
| 송정터널   |        | 180m    | 2017년   |         |
| 매산터널   |        | 610m    | 2017년   |         |
| 면화터널   |        | 270m    | 2017년   |         |
| 호명터널   |        | 210m    | 2017년   |         |
| 웅장터널   |        | 580m    | 2017년   |         |
| 대관령터널 |        | 21,755m | 2017년   |         |
| 성산터널   |        | 1,481m  | 2017년   |         |
| 칠봉1터널  |        | 110m    | 2017년   |         |
| 칠봉2터널  |        | 1,656m  | 2017년   |         |
| 담산터널   |        | 230m    | 2017년   |         |
| 강릉터널   |        | 3,140m  | 2017년   | TBM공법 |
| ---------- | ------ | ------- | -------- | ------- |

## 논란

### 단선 전철화 추진 논란
2009년 12월 17일에 기획재정부는 예산 절감을 이유로 단선 전철 사업으로 추진하자, 강원도 도민들이 반발하여 논란이 되었다. 이에 이명박 정부는 기획재정부가 추진 중인 사업을 복선전철 사업으로 추진을 지시해 결국 복선전철화 사업으로 확정되었다.

### 종착역 강릉역 이전에 대한 논란과 지하화 논란
당초 강릉역은 구정면으로 이설할 계획이었다. 하지만 강릉시에서는 현 위치 유지를 검토하였으며, 2011년 10월 28일 국토해양부(현 국토교통부)는 현 위치 유지를 확정하여 신강릉역 계획지를 지나 강릉역으로 향하는 노선으로 확정하였다. 그러나 강릉역까지 노선을 신설하는 것에 대해 기획재정부는 막대한 예산 소요 등을 이유로 타당성 조사를 해야한다는 입장을 밝히며 다시 불투명해졌으나, 강릉 도심 구간은 지하화와 함께 강릉역을 반지하화하는 것으로 확정하였다.

### 횡성군 구간 노선 변경과 횡성역 위치 논란
원주-강릉선은 2018년 동계 올림픽 유치 과정에서 수송 계획 발표가 나온 핵심 노선으로 예산 우선 순위가 적용돼 2017년 말까지 무조건 개통해야 하는 상황이었다. 당시 이명박 대통령의 순시 이후 강원도의 풍경을 볼 수 있도록 하라는 지시에 따라서 횡성군 구간 터널에서 50m 고가가 포함된 노선으로 한국철도시설공단이 재설계하였다가, 수천억 원이 추가 소요되고 마을이 두 동강 날 것을 우려한 주민들의 반대로 한 공구의 착공이 지연되었다.
횡성군은 횡성역이 읍내에서 가깝고, 원주공항과 연계되는 청용리로 이전해야 한다고 주장하였으나, 결국 생운리에 역을 건설하는 방안을 수용하였다.

## 같이 보기
- 중부내륙선
- 월곶-판교선
- 서해선
- 신안산선